# Ollantaytambo
Ollantaytambo (kečuanščina Ullantaytampu) je mesto in arheološko najdišče Inkov v južnem Peruju, približno 72 km po cesti severozahodno od mesta Cusco. Leži na nadmorski višini 2792 m v okrožju Ollantaytambo, provinca Urubamba, regija Cusco. V času Inkovskega imperija je bil Ollantaytambo kraljeva posest Pachacutija, ki je osvojil regijo  in zgradil mesto in obredno središče. V času španskega osvajanja Peruja je služil kot utrdba Manco Inke Yupanquija, vodje odpora Inkov. Danes je v tako imenovani Sveti dolini Inkov in je pomembna turistična znamenitost zaradi arheološkega najdišča in lege na poti do enega najpogostejših izhodišč za štiridnevni tridnevni pohod, znan kot Inka trail.

## Zgodovina
Okoli sredine 15. stoletja je inkovski vladar Pachacuti osvojil in zrušil Ollantaytambo; mesto in bližnja regija sta bili vključeni v njegovo osebno posest. Vladar je mesto obnovil z razkošnimi gradnjami in se lotil obsežnih del terasiranja in namakanja v dolini reke Urubamba; mesto je nudilo prenočišče za inkovsko plemstvo, medtem ko so terase obdelovali yanakona, tisti, ki so delali za vladarja. Po Pachacutijevi smrti je posestvo prešlo pod upravo njegove panaka, njegovega družinskega klana.
Med španskim osvajanjem Peruja je Ollantaytambo služil kot začasna prestolnica Manco Inca, vodje domačega upora proti konkvistadorjem. Utrdil je mesto in pristope v smeri nekdanje prestolnice Inkov Cusca, ki je padla pod špansko upravo. [7] Leta 1536 je na ravnini Mascabamba blizu Ollantaytamba Manco Inca premagal špansko odpravo, preprečil njihov napredek z niza visokih teras in poplavil ravnico. Kljub zmagi pa Manco Inca svojega položaja ne šteje za vzdržnega, zato se je naslednje leto umakne na močno gozdnato območje Vilcabamba , kjer je ustanovil državo Neo-Inka.
Leta 1540 je bilo domorodno prebivalstvo Ollantaytamba v encomiendo dodeljeno Hernandu Pizarru.
V 19. stoletju so ruševine Inkov v Ollantaytambu pritegnile pozornost več tujih raziskovalcev; med njimi so bili Clements Markham, Ephraim Squier, Charles Wiener in Ernst Middendorf, ki so  objavili poročila o svojih ugotovitvah.
Hiram Bingham III. se je tu ustavil leta 1911 na poti po reki Urubambi v iskanju Machu Picchuja.

## Opis najdišča
Mesto Ollantaytambo leži ob reki Patakancha, blizu točke, kjer se pridruži reki Willkanuta. Glavno naselje je na levem robu Patakanche, na desnem robu pa je manjša zgradba, imenovana 'Araqhama. Glavno obredno središče Inkov je onstran Araqhame na hribu Cerro Bandolista. V okolici je več inkovskih struktur.

### Mesto
Glavno naselje pri Ollantaytambu ima pravokotno postavitev s štirimi vzdolžnimi ulicami, ki jih prečka sedem vzporednih ulic. V središču te mreže so Inki zgradili veliko plazo - trg, ki je bil lahko velika do štiri ulice; bil je odprt na vzhod, na drugih treh straneh pa obdan z dvoranami in drugimi mestnimi bloki. Vsi bloki na južni polovici mesta so bili zgrajeni po isti zasnovi; vsak je obsegal dve kancha, obzidani zgradbi s štirimi sobami okoli osrednjega dvorišča. Stavbe v severni polovici so bolj raznolike po zasnovi; večina pa je v tako slabem stanju, da je njihov prvotni tloris težko pripraviti.
Ollantaytambo izvira iz konca 15. stoletja in ima nekatera najstarejša neprekinjeno naseljena stanovanja v Južni Ameriki. Njegova postavitev in zgradbe, ki so bile zgrajene pozneje, so bile v različni meri spremenjene; na primer na južnem robu mesta je bila zgradba Inke s prvotnim vhodom v mesto obnovljena kot Plaza de Armas, obkrožena s kolonialnimi in republiškimi stavbami. Izginila je tudi plaza v središču mesta, saj je bilo v kolonialnih časih nad njo zgrajenih več stavb.
'Araqhama je zahodno podaljšanje glavnega naselja čez reko Patakancha; v njem je velik trg, imenovan Manyaraki, obdan s konstrukcijami, narejenimi iz nežgane gline in polrezanih kamnov. Te stavbe imajo veliko večjo površino kot podobne v glavnem naselju; imajo tudi zelo visoke stene in prevelika vrata. Na jugu so druge stavbe, vendar manjše in zgrajene iz poljskih kamnov. Araqhama je bila stalno naseljena že od Inkov, kar dokazuje rimskokatoliška cerkev na vzhodni strani trga. Severno od Manyarakija je več svetišč z izklesanimi kamni, kamnitimi stenami in dodelanimi vodovodi; tu sta Templo de Agua in Baño de la Ñusta.

### Tempeljski hrib
'Araqhama na zahodu meji na Cerro Bandolista, strm hrib, na katerem so Inki zgradili obredno središče. Del hriba, obrnjenega proti mestu, zasedajo terase Pumatallisa, ki jih na obeh bokih uokvirjajo kamniti izdanki. Zaradi impresivnega značaja teh teras je Tempeljski hrib splošno znan kot trdnjava, vendar je to napačno poimenovanje, saj so bile glavne funkcije tega prostora verske. Glavni dostop do obrednega središča je vrsta stopnišč, ki se povzpnejo na vrh terase. V tem trenutku je območje razdeljeno na tri glavna področja: srednji sektor, neposredno pred terasami; sektor Templja, na jugu in pogrebni sektor na severu.
Tempeljski sektor je zgrajen iz rezanih in vgrajenih kamnov v nasprotju z drugima dvema sektorjema Templja, ki sta narejena iz poljskih kamnov. Do njega vodi stopnišče, ki se konča na terasi z napol dokončanimi vrati in zaprtimi desetimi nišami, enoprostorna stavba. Za tem je odprt prostor, na katerem je ploščad izrezljanega sedeža in dve nedokončani monumentalni steni. Glavna zgradba celotnega sektorja je Sončni tempelj, nedokončana stavba z zidom šestih monolitov. Srednji in pogrebni sektor imata več pravokotnih stavb, nekatere z dvema nadstropjema; v srednjem sektorju je tudi več vodnjakov.
Nedokončane strukture na Tempeljskem hribu in številni kamniti bloki, ki ležijo po prostoru kažejo, da je bilo v času opustitve še vedno v gradnji. Nekateri bloki kažejo, da so bili odstranjeni iz dokončanih zidov, kar dokazuje, da so potekala tudi velika preoblikovanja. Kateri dogodek je ustavil gradnjo na ni znano; med najverjetnejšimi kandidati so nasledstvena vojna med Huáscarjem in Atahualpo, špansko osvajanje Peruja in umik Manca Inke iz Ollantaytamba v Vilcabambo. Vendar se tudi teoretizira, da so delo veliko starejše kulture pred Inki.

### Terase
Doline rek Urubamba in Patakancha ob Ollantaytambu pokriva obsežen nabor kmetijskih teras ali andenes, ki se začnejo na dnu doline in se povzpnejo na okoliške hribe. Andenes so dovoljevale gojenje na sicer neuporabnem terenu; prav tako so Inkom omogočile, da izkoristijo različna ekološka območja, ki jih ustvarjajo višinske razlike. Terase v Ollantaytambu so bile zgrajene po višjih standardih kot običajne kmetijske terase Inkov; na primer imajo višje stene iz rezanih kamnov namesto iz grobih poljskih kamnov. To vrsto visoko prestižnih teras najdemo tudi v drugih posestvih Inkov, kot so Chinchero, Písac in Yucay.
Niz potopljenih teras se začne južno od trga Plaza de Armas v Ollantaytambu, in se raztezajo vse do reke Urubamba. Dolge so približno 700 m, široke 60 m in do 15 m pod nivojem okoliških teras; zaradi oblike se imenujejo Callejón, španska beseda za prehod. Zemljišče znotraj Callejóna je pred vetrom zaščiteno s stranskimi stenami, ki tudi podnevi absorbirajo sončno sevanje in ga ponoči sproščajo; to ustvarja mikroklimatsko območje za 2 do 3 ° C toplejše od tal nad njim. Te razmere so Inkom omogočile gojenje rastlin, ki izvirajo iz nižjih nadmorskih višin in sicer ne bi uspele na tem mestu.
Na južnem koncu Callejóna, s pogledom na reko Urubamba, je mesto Inkov, imenovano Q'ellu Raqay. Njene medsebojno povezane zgradbe in trgi tvorijo nenavadno zasnovo, povsem drugačno od struktur z eno sobo, ki so običajne v arhitekturi Inkov. Ker je bilo območje izolirano od preostalega dela Ollantaytamba in obdano z dodelanimi terasami, se domneva, da gre za palačo, zgrajeno za vladarja Pachacutija.

### Skladišča
Inki so zgradili več skladišč ali qullqas (kečuansko qollqa) iz poljskih kamnov na gričih, ki obkrožajo Ollantaytambo. Njihova lega na visoki nadmorski višini, kjer se pojavlja več vetra in nižje temperature, je branila njihovo vsebino pred propadanjem. Da bi povečali ta učinek, imajo qullqas prezračevalne sisteme. Menijo, da so jih uporabljali za skladiščenje proizvodov kmetijskih teras, zgrajenih okoli mesta. V okna na vzpetini vsake zgradbe bi stresali žito, nato pa ga praznili skozi stransko okno spodaj. ref>Robert Randall, referenced by Peter Frost, p148 "Exploring Cusco", 1999.</ref>

### Kamnolomi
Glavni kamnolomi Ollantaytamba so bili v kraju Kachiqhata, v grapi čez reko Urubamba, približno 5 km od mesta. Na lokaciji se nahajajo tri glavna območja kamnolomov: Mullup'urku, Kantirayoq in Sirkusirkuyoq; vsi so zagotovili bloke roza riolita za dovršene stavbe Tempeljskega hriba. Zapleteno omrežje cest, klančin in toboganov jih je povezovalo z glavnimi območji stavb. V kamnolomih je več chullpas, majhnih kamnitih stolpov, ki so se uporabljali kot pokopališča v predšpanskih časih.

### Obramba
Ker je Ollantaytambo obkrožen z gorami, glavne dostopne poti pa potekajo po dolini Urubamba; so tam Inki zgradili ceste, ki so mesto povezovale z Machu Picchujem na zahodu in Pisacom na vzhodu. Med španskim osvajanjem Peruja je vladar Manco Inca utrdil vzhodne pristope, da bi se ubranil španskih napadov iz Cusca med bitko pri Ollantaytambu. Prva obrambna črta je bil strm breg teras pri Pacharju, blizu sotočja rek Anta in Urubamba. Za njo so Inki kanalizirali Urubambo, da je prečkala dolino od desne proti levi in nazaj in tako oblikovali še dve črti, ki sta bili podprti z utrdbami Choqana na levem bregu in 'Inkapintay na desnem bregu. Mimo njih je na ravnini Mascabamba dolino med gorami in globokim kanjonom, ki ga je sestavljala Urubamba, zaprlo 11 visokih teras. Edini način nadaljevanja je bil skozi vrata T'iyupunkuja, debele obrambne stene z dvojimi ozkimi vrati. Zahodno od Ollantaytamba je majhna utrdba Choquequillca branila cesto proti Machu Picchuju. V primeru prekoračitve teh utrdb je Tempeljski hrib sam s svojimi visokimi terasami zagotovil zadnjo obrambno črto pred napadalci.